# Motore toroidale

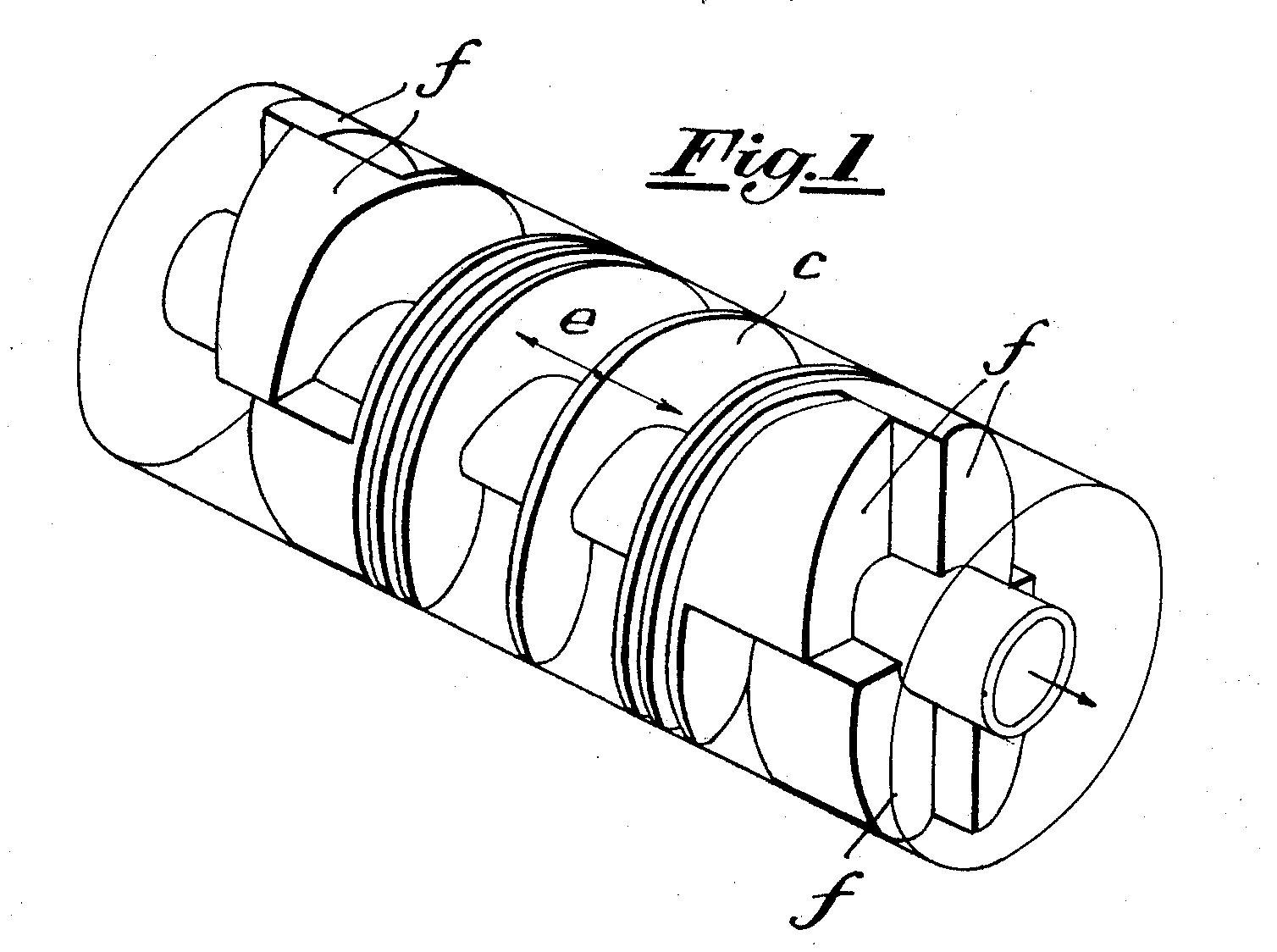
Motore progettato da Otto Lutz, dotato di innovativi albero motore, pistone elicoidale e camme.

Il motore toroidale o anche motore toroidale Taurozzi è un motore a combustione interna, dove i pistoni ruotano in una camera toroidale. 
Ad oggi nessun progetto di motore toroidale è mai entrato in produzione effettiva.
I progetti sono in genere semplici e con poche parti mobili. 
Il motore toroidale ha un'efficienza teorica molto alta, il che, secondo gli inventori, lo rende interessante.
Un esemplare di motore definito come trochilico (circolare) è il "Massive Yet Tiny" di Angel Labs.
Circa 25 anni fa venne inventato il motore a pistoni opposti rotativi (R.O.P.E.); vennero costruiti un modello e un prototipo che ne dimostravano i principi dinamici. 
Un R.O.P.E. è più piccolo, leggero e semplice di un normale motore a pistoni. Inoltre, poiché resiste bene al calore, può bruciare combustibili alternativi come etanolo e metanolo.